# Callobius kamelus
Espèce
Synonymes
- Amaurobius kamelus Chamberlin & Ivie, 1947

Callobius kamelus est une espèce d'araignées aranéomorphes de la famille des Amaurobiidae.

## Distribution
Cette espèce est endémique d'Oregon aux États-Unis,.

## Description
La femelle holotype mesure 9,20 mm.

## Publication originale
- Chamberlin & Ivie, 1947 : North American dictynid spiders. Annals of the Entomological Society of America, vol. 40, p. 29-55.